# Larra (Haute-Garonne)
Larra (okzitanisch: Larran) ist eine französische Gemeinde mit 2.249 Einwohnern (Stand: 1. Januar 2022) im Département Haute-Garonne in der Region Okzitanien. Sie gehört zum Arrondissement Toulouse und zum Kanton Léguevin. Die Einwohner werden Larrassiens beziehungsweise Larrassiennes genannt.

## Geographie
Larra liegt etwa 22 Kilometer nordwestlich von Toulouse an der Save, die auch die östliche Gemeindegrenze bildet. An der nordwestlichen Gemeindegrenze verläuft das Flüsschen Saint-Pierre, das hier noch Ruisseau de Merdans genannt wird. Umgeben wird Larra von den Nachbargemeinden Grenade im Norden und Nordosten, Merville im Osten, Montaigut-sur-Save im Südosten, Saint-Paul-sur-Save und Bretx im Süden, Thil im Südwesten sowie Launac im Westen.

## Geschichte
Bis 1955 gehörte Larra zur Nachbargemeinde Grenade.

### Bevölkerungsentwicklung
| Jahr                       | 1962 | 1968 | 1975 | 1982 | 1990 | 1999 | 2006 | 2013 | 2020 |
| Einwohner                  | 325  | 324  | 348  | 674  | 955  | 1131 | 1350 | 1638 | 2114 |
| Quellen: Cassini und INSEE |      |      |      |      |      |      |      |      |      |

## Sehenswürdigkeiten
- Neogotische Kirche Notre-Dame aus dem Jahr 1846
- Schloss Larra mit Park aus dem 18. Jahrhundert, seit 1993 in Teilen als Monument historique klassifiziert
- Rathaus, früheres Pfarrhaus aus dem Jahr 1856
- Waschhaus (Lavoir)

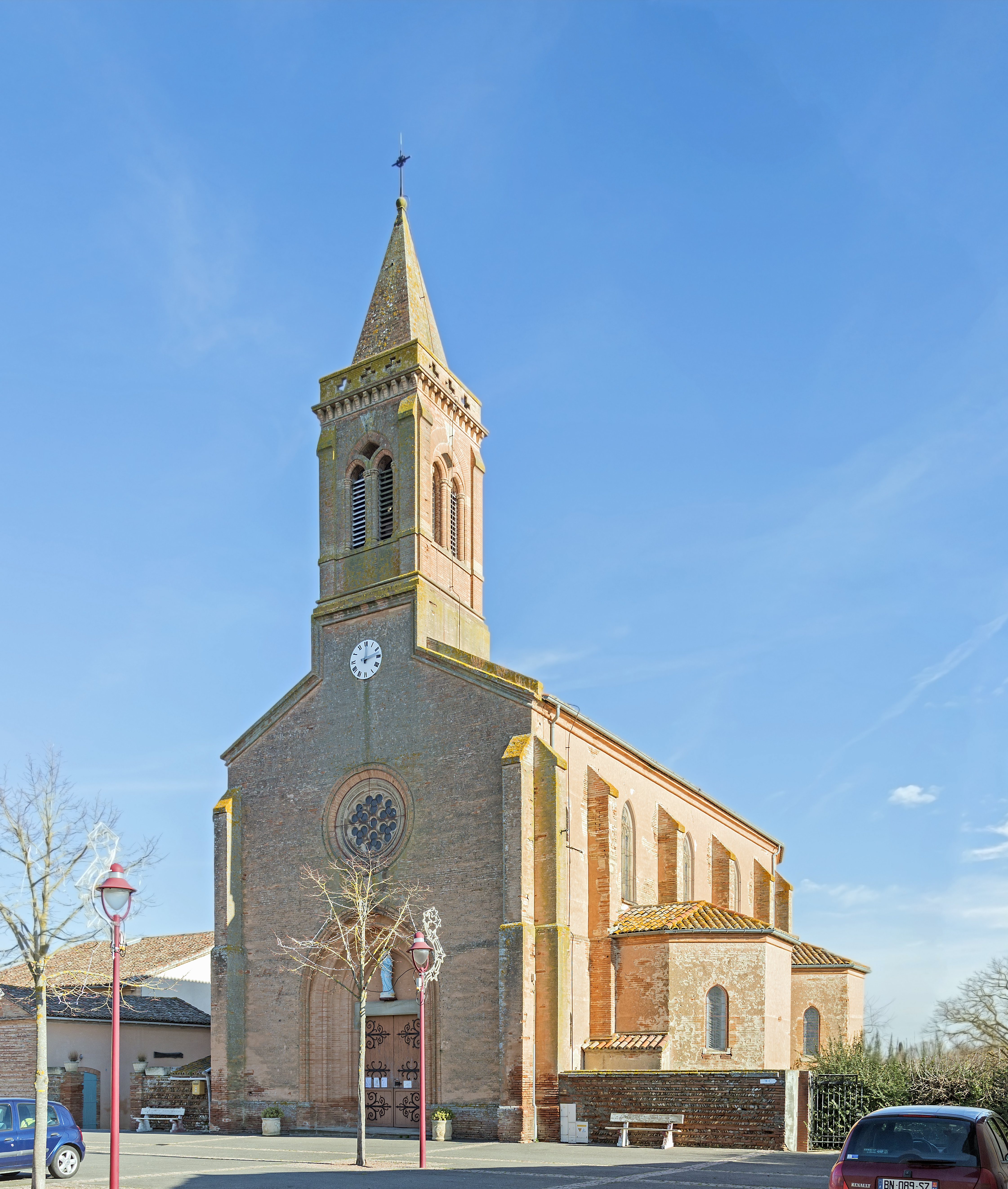
Kirche Notre-Dame
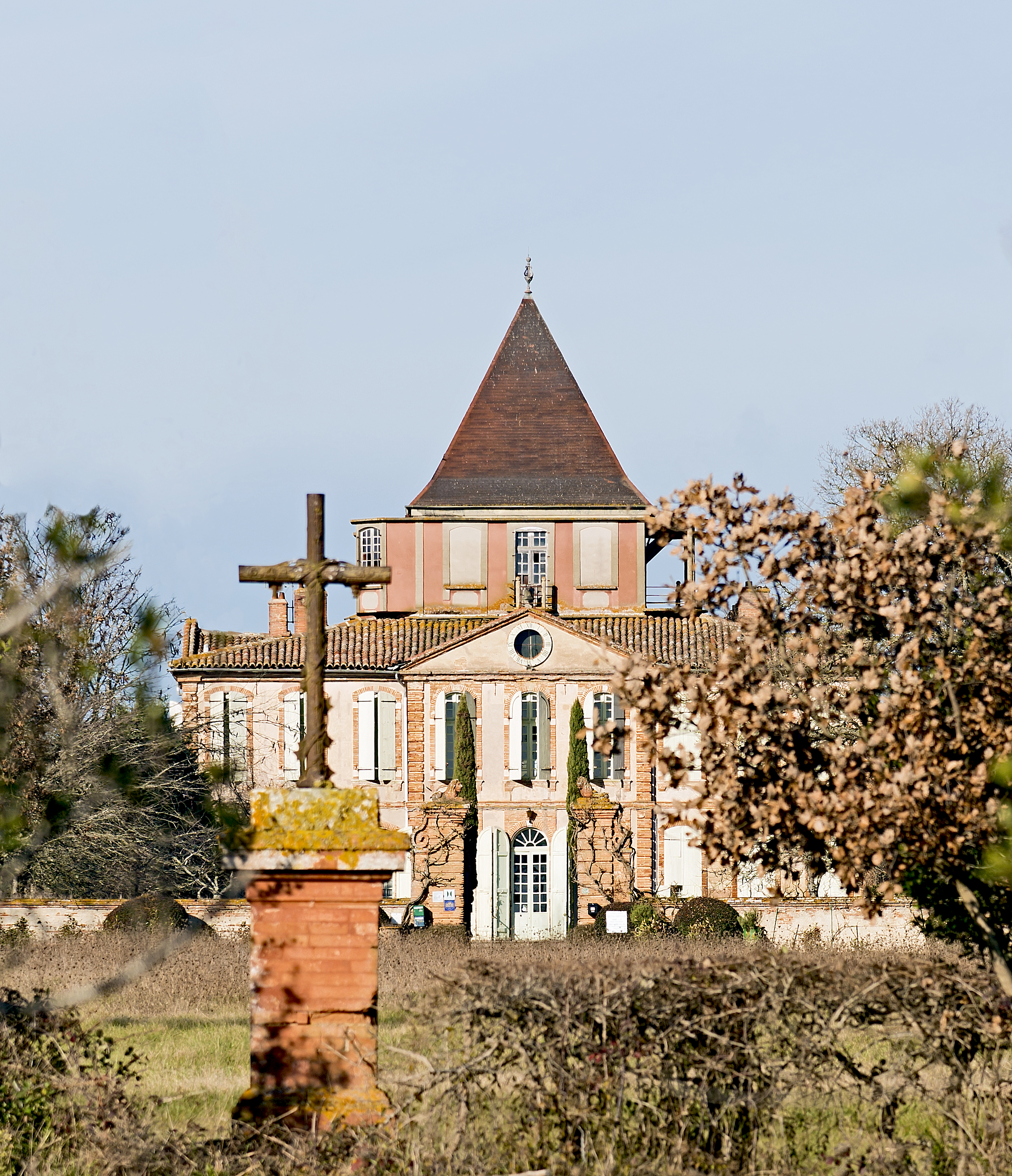
Schloss Larra
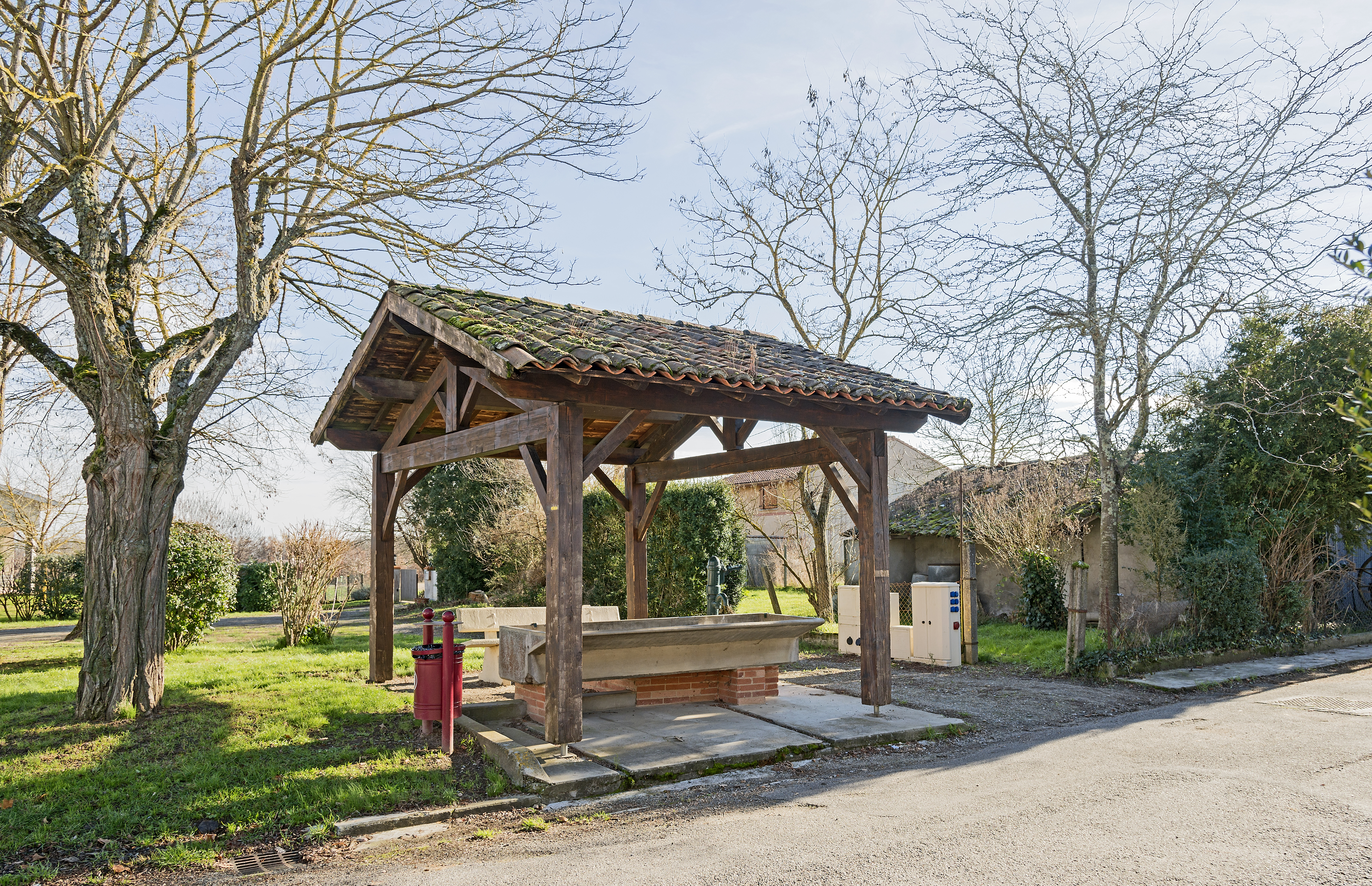
Ehemaliges Waschhaus